# ФЭД-4
ФЭД-4 — дальномерный малоформатный фотоаппарат со сменными объективами, выпускавшийся Харьковским производственным машиностроительным объединением «ФЭД» с 1964 по 1980 год. Усовершенствованная версия фотоаппарата «ФЭД-3» с несопряжённым селеновым экспонометром.

## Особенности

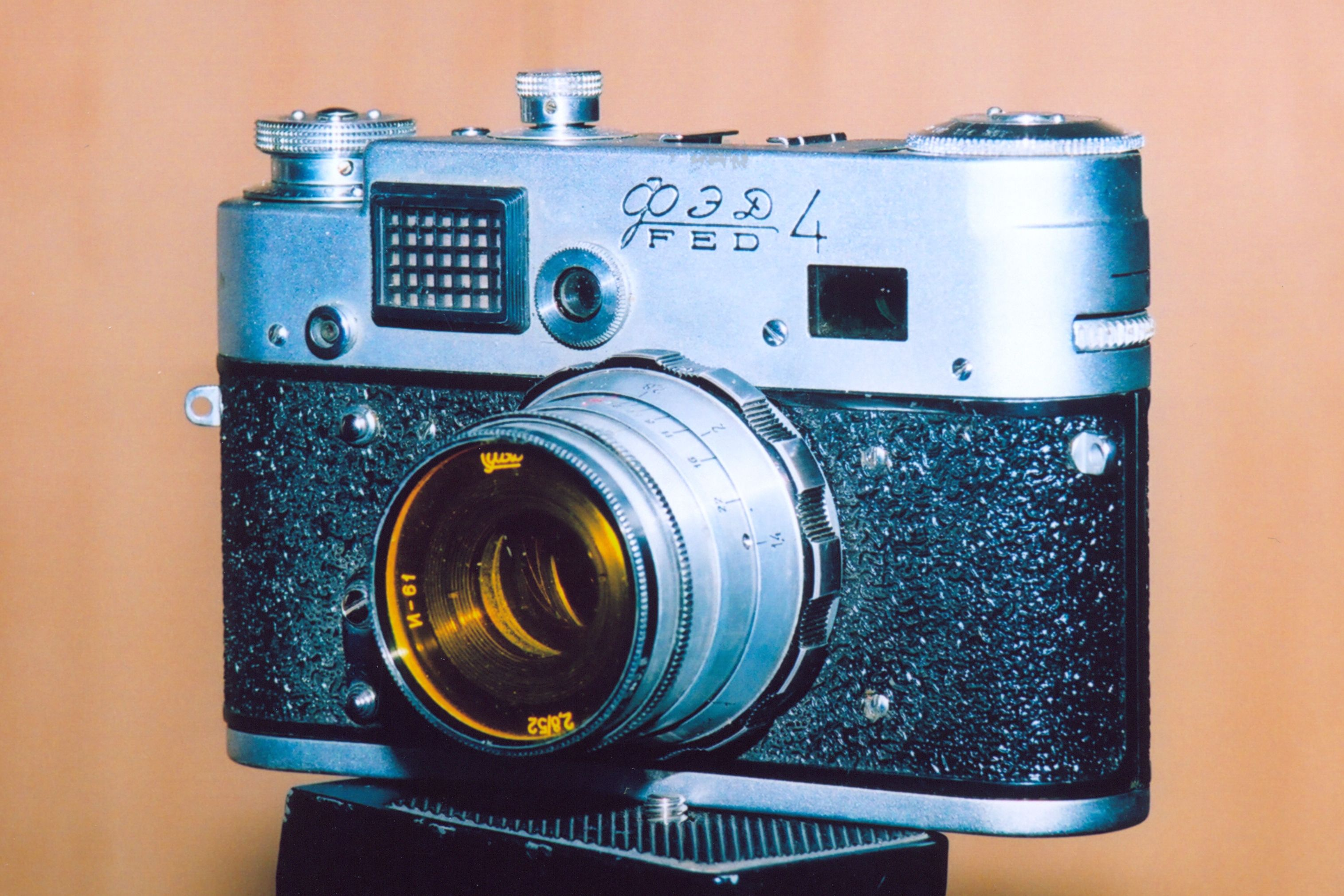
Фотоаппарат «ФЭД-4» (бескурковый, ранний выпуск)

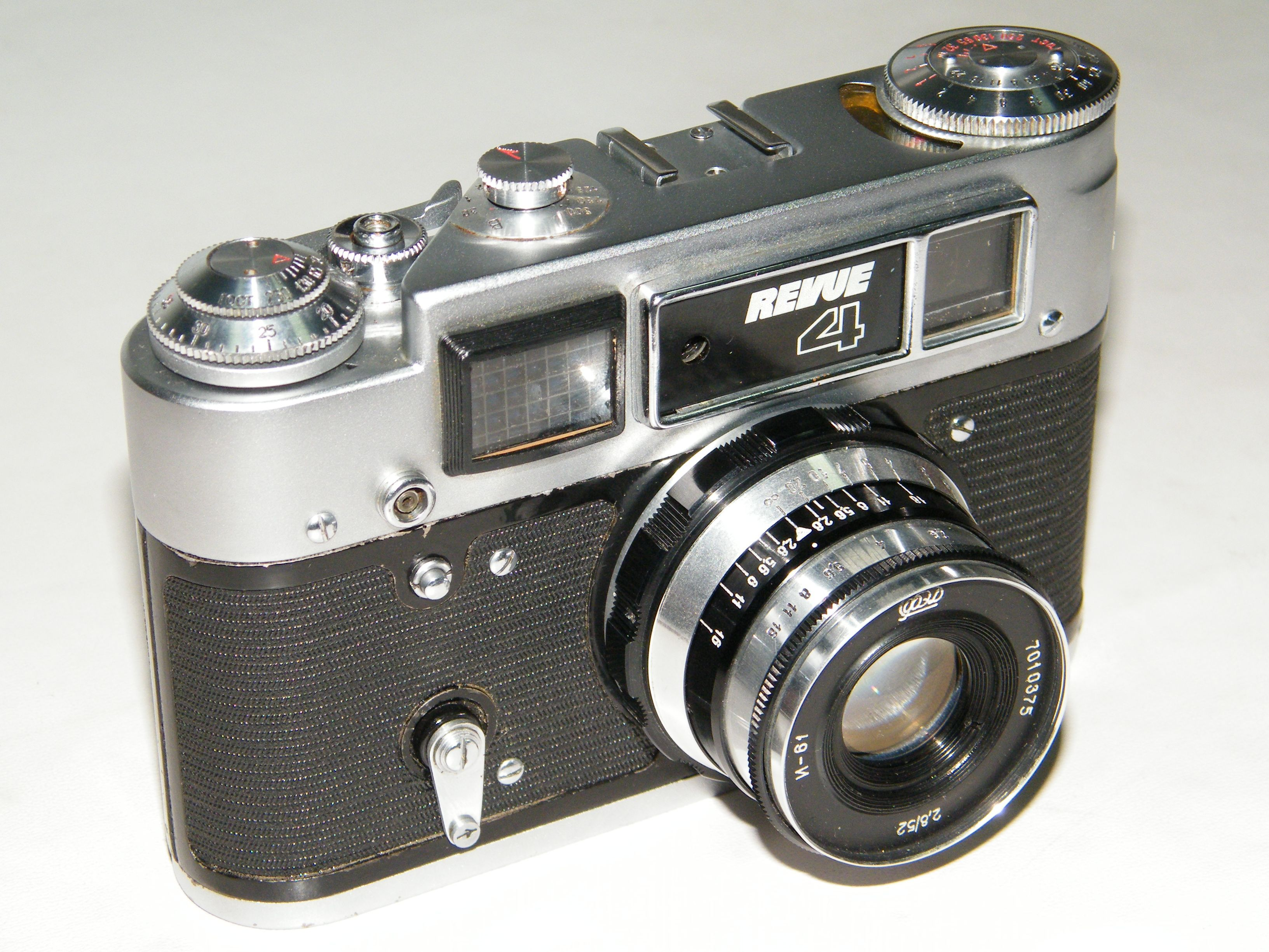
«Revue-4» — экспортный «ФЭД-4»

Основное отличие фотоаппарата «ФЭД-4» от выпускавшегося параллельно «ФЭД-3» заключается в наличии встроенного несопряжённого селенового экспонометра и изменённой редукторной рукоятке обратной перемотки плёнки. Фотоаппарат с матерчатым фокальным затвором собран в литом алюминиевом корпусе со съёмной задней стенкой. Плёнка заряжалась в стандартных кассетах тип-135, но с камерой совместимы и шторные кассеты «ФЭД» с раскрывающейся щелью.
Имелся механический автоспуск.
Фотоаппарат выпускался в двух основных модификациях: с взводом затвора цилиндрической головкой и с курковым взводом. Последний получил индекс «ФЭД-4К», который не всегда присутствовал в названии. В конце 60-х годов фотоаппарат стали комплектовать новейшим объективом «Индустар-61Л/Д», в конструкции которого использованы стёкла из сверхтяжёлого крона с добавлением редкоземельного лантана. В таком виде камера получила название «ФЭД-4Л». С 1969 года введен механизм блокировки неполного взвода затвора.
Встречалось несколько вариантов внешнего оформления. Видоискатель с диоптрийной поправкой +/- 2 диоптрии. База дальномера уменьшена с 67 до 41 мм (по сравнению с «ФЭД-2»). Всего выпущено 633 096 штук. В поставках зарубежной сети Foto-Quelle камера носила название Revue-4. Неудобная рукоятка обратной перемотки плёнки вызывала нарекания у фотографов. На смену фотоаппарату «ФЭД-4» пришли камеры «ФЭД-5» и «ФЭД-5С».